# Герасимов, Григорий Иванович
Григорий Иванович Герасимов (род. 5 февраля 1957 года) — российский историк, специалист по истории РККА и истории современной России. Автор идеалистического подхода к истории и музеологии. Доктор исторических наук.

## Биография
Родился в семье военнослужащего. Отец — Иван Георгиевич Герасимов, участник Великой Отечественной войны, офицер.
Окончил Курганское высшее военно-политическое авиационное училище (1979) и историческое отделение педагогического факультета Военно-политической академии им. В. И. Ленина (1990).
1975—2002 гг. служба в Вооруженных Силах. Участник боевых действий в Афганистане (1983—1985). Награжден орденом Красной Звезды. Воинское звание — полковник.
1990—2002 гг. на преподавательской работе в Тульском артиллерийском инженерном институте.
В 2006—2013 гг. работал в Институте общественного проектирования.
С 2017 года — научный консультант Тульского государственного музея оружия.
В 1993 году в Гуманитарной академии Вооруженных Сил защитил диссертацию на соискание ученой степени кандидата исторических наук по теме «Деятельность Реввоенсовета Республики (СССР) по укреплению Красной Армии (1921—1928 гг.): опыт, проблемы, уроки» (специальность 07.00.02 — «Отечественная история»).
В 2000 году в Военном университете защитил диссертацию на соискание учёной степени доктора исторических наук по теме «Деятельность высших военных коллегиальных органов по повышению боеспособности Красной Армии: 1921 — июнь 1941 гг.» (специальность 07.00.02 — «Отечественная история»).

## Эволюция мировоззрения
В начале научной деятельности придерживался коммунистических взглядов и материалистической диалектики.
В 2000-х гг. перешел на либеральные позиции.
В 2008 году, разочаровавшись в существовавших идеологических и исторических концепциях, приступил к созданию собственной теории, которую назвал идеалистическим подходом к истории.

## Идеалистический подход к истории
Основные положения авторской идеалистической концепции истории изложены в монографии «Герасимов Г. И. Идеалистический подход к истории. Основы теории». «В данной работе автор предлагает рассматривать идею как движущую силу исторического процесса и подходит к истории как продукту человеческого сознания. В тексте анализируются феномены времени и прошлого, идеи как источники исторического изменения и мировоззрение как система идей. Делается попытка прояснить природу исторической реальности, решить вопрос об истине в истории. Отдельное внимание направлено на проблему роли личности в истории».
Как пишет Д. И. Исаев: «автор предлагает философско-историческую теорию, где „человек впервые провозглашается главным действующим лицом исторического действия“, а „главной движущей силой истории становятся идеи, создаваемые человеческим разумом“… Исходя из этого, предлагается следующее определение истории: „История — способ построения прошлого с определенных мировоззренческих и концептуальных позиций“. И так как историк тоже располагает неким мировоззрением, то его работа, по сути, определяется теорией, которую он избирает, и идеями, которые он будет стараться реализовать, подчиняя этому фактический материал…».

## Научная апробация идеалистического подхода к истории
Г. И. Герасимов не только разработал новую историческую теорию, но и проверил ее на историческом материале в монографии «Мировоззренческие основы истории России (середина XIX — начало XX вв.)»
Оценивая результат применения идеалистического подхода к объяснению ключевого периода российской истории доктор исторических наук, профессор В. В. Гаврищук пишет: «можно констатировать, что Г. И. Герасимовым, впервые в отечественной историографии с позиций разработанного им оригинального идеалистического подхода всесторонне показан исторический процесс развития русского общества, государства, экономической и научно-технической сферы, как результат идейного развития русского народа».
Доктор исторических наук, профессор Б. В. Личман, считает, что «В целом применение идеалистической теории к историческому материалу, на примере российской истории середины XIX — начала XX в. правомерно, обоснованно, убедительно. Идеалистическая теория имеет право на признание. В монографии Г. И. Герасимова „Мировоззренческие основы истории России (середина XIX — начало XX в.)“ впервые в исторической теории и практики применена концепция, объясняющая изменения в прошлом с позиций идеализма. Значимостью идеалистической теории является ее толерантность к историческим событиям и персонажам».

## Критика идеалистического подхода к истории
Отмечая положительные моменты рецензенты отмечают и ряд недостатков. Так, Б. В. Личман отмечает: «Раздел методологии наименее разработанный и понятный… надо определиться с понятием истины в рамках разрабатываемого идеалистического подхода».
В. В. Гаврищук считает, что «потребуется еще немало усилий, для того, чтобы подтвердить применимость теории ко всей истории России, только после этого можно будет с уверенностью говорить о создании новой теории исторического процесса. А пока — это лишь заявка, хотя и весьма, на наш взгляд, убедительная и продуктивная».
Кандидат исторических наук Д. И. Исаев настроен наиболее критично к идеалистической теории: «Подход Г. Герасимова предстает явно антисциентистским проектом. Наука, по сути, не имеет здесь преимуществ в сравнении с другими формами познания действительности, поскольку все определяется мировоззрением исследователя». Но и он полагает, что «рассмотренная работа посвящена важным проблемам исторического, и шире, научного познания. Отличающаяся, хотя и спорными, но, по крайней мере, дискуссионными положениями, она займет определенное место в корпусе современных исследований по теории и методологии истории».

## Идеалистическая концепциямузеологии
В рамках идеалистического подхода Г. И. Герасимовым обоснованы главные теоретические и методологические положения музеологии как гуманитарной науки. С идеалистических позиций сформулированы ее основные понятия, определена методология. В качестве объекта музеологии рассматриваются идеи человека, создающего музейную реальность для достижения влияния на сознание других людей. В качестве предмета определена идея конкретного музея, реализованная в объективной реальности..
Музей в идеалистическом подходе — это результат деятельности человеческого сознания. Суть музеев разных стран и эпох составляют идеи, которые лежат в основе их создания. Цель музея — произвести определенные изменения в сознании и мироощущении другого человека — посетителя. Музейный предмет характеризуется как вещество природы, оформленное в соответствии с идейным содержанием сознания человека и имеющее ценность с точки зрения главных идей мировоззрения общества.
В основе методологии музеологии, как гуманитарной науки — метод понимания, обеспечивающий постижение идей, лежащих в основе музея. Цели музея определяют его функции, важнейшей является коммуникативная, именно она реализует главную цель музея — передать идеи и ощущения от музейного сотрудника — посетителю. Способы достижения цели могут меняться с изменением взглядов в обществе, при этом меняются сами музеи и их функции. Главным фактором, определяющим роль и общественную значимость музеев, является интерес к ним человека, который проявляется в том случае, когда идеи, заложенные в их основание, соответствуют главным мировоззренческим идеям, господствующим в обществе, и помогают людям в решении их жизненно важных проблем.

## Основные работы
1. Герасимов Г. Идеалистический подход к истории: теория, методология, концепции : 2-е изд., доп. / Григорий Герасимов. — Екатеринбург: Издательские решения, 2022. — 342 с.
2. Герасимов Г. И. Идеалистический подход к истории. Основы теории. [Б.м.]: Издательские решения, 2018. 184 с.;
3. Герасимов Г. И. Мировоззренческие основы истории России (середина XIX — начало XX вв.). Тула: Третий путь, 2019. — 528 с.;
4. Герасимов Г. И. Идеалистический подход к истории // Исторический журнал: научные исследования. 2017. № 5. С.21-36. DOI: 10.7256/2454-0609.2017.5.24058;
5. Герасимов Г. И. content/uploads/Gerasimov_NI_2017_2.pdf Идеи как основа ноосферы и человеческой истории // Ноосферные исследования. 2017. Выпуск 2 (18). С. 50-62;
6. Герасимов Г. И. Взгляд на исторический источник с позиций идеализма // История. Историки. Источники. — 2018. — № 1;
7. Герасимов Г. И. История и мировоззрение. //Социально-политические науки. 2017. № 4. С.160-163.;
8. Герасимов Г. И. История, создающая прошлое // Социально-политические науки. 2017. № 6. С.140-144;
9. Герасимов Г. И. Прошлое как объект истории // Genesis: исторические исследования. 2017. № 10. С.1-19;
10. Герасимов Г. И. Субъект истории и источник исторического развития //История. Историки. Источники. № 4;
11. Герасимов Г. И. Творчество как альтернатива либеральному пути модернизации // Философские науки. 2017. № 10. С. 69-75;
12. Герасимов Г. И. Взгляд на исторический источник с позиций идеализма // История. Историки. Источники. — 2018. — № 1;
13. Герасимов Г. И. Теория и история // Новое прошлое. 2019. № 1. С.130-146;
14. Герасимов Г. И. Историческое время // Философия и культура. — 2018. — № 4. — С.28-38. DOI: 10.7256/2454-0757.2018.4.24924;
15. Герасимов Г. И. Творчество как национальная идея // Независимая газета № 141 от 9 июля 2019 г. С.7;
16. Герасимов Г. И. Позитивная история России. Идеалистический подход // История и современное мировоззрение". 2019. Т.1. № 2. С.42-50;
17. Герасимов Г. И. Исторические пути развития: создание и выбор //Новое прошлое. 2020. № 1. С.164-179;
18. Герасимов Г. И. Творчество как основа мировоззрения: прошлое, настоящее, будущее // История и современное мировоззрение. Т.1, № 3, 2019. С.13-19;
19. Герасимов Г.И Мировоззренческие основы и проблемы методологии истории // История и современное мировоззрение. 2020. № 2. С.16-22;
20. Герасимов Г. И., Герасимов А. В. — Количественно-качественный анализ структуры исторического текста // Genesis: исторические исследования. — 2021. — № 6. — С. 1 — 24. DOI: 10.25136/2409-868X.2021.6.31820;
21. Герасимов Г. И. Традиционные ценности и идеология будущего // Независимая газета. 04.08.2021.